# Peter Klaver
Petrus Simon Jozef (Peter) Klaver (Kraggenburg, 16 december 1958) is een Nederlandse dierenarts.
Klaver is zoon van de veehouder Siem Klaver in de Noordoostpolder. Hij studeerde diergeneeskunde aan de Universiteit Utrecht van 1977 tot 1988. Tijdens en na zijn studie legde zich toe op de behandeling van exoten, bijzondere dieren, hobbyvarkens, dierentuindieren en vogels. 
Hij was ruim 13 jaar (1988-2001) Hoofd Veterinaire Afdeling van de dierentuin Artis in Amsterdam. Als medepresentator was hij zeven jaar verbonden aan Radio Noord-Holland. 
Als deskundige werkte hij mee aan diverse  (meer dan 160) televisieprogramma's over dieren, waaronder Dierenmanieren van Martin Gaus, Alle dieren tellen mee, Zoovenirs en De Rijdende Rechter. Van 2012 tot 2017 is hij vaste gast in het radioprogramma Dit is de Dag bij de EO op Radio 1 op zaterdagavond van 18.00-19.00 uur voor de rubriek "Natuur op 1". Dit wordt vervolgd bij NPO radio 1 bij Langs de Lijn en Omstreken in de natuurrubriek op donderdagavond meestal tussen 22.00 en 22.30 uur. In 2015 en 2016 is Klaver vaste dierenarts bij de serie NH Dierendokter van RTV-Noord-Holland. 
Sinds 2001 heeft hij een eigen adviespraktijk, waarbij hij zich richt op bijzondere dieren en wildlife. Hij is docent bij de Faculteit Diergeneeskunde (Veterinaire anatomie) (2001-2007) en HBO-opleiding veterinaire natuurgeneeskunde de Silverlinde (2001-2023) in Breda. Daarnaast is hij auteur van onder meer zes uitgaven van Zakwoordenboeken voor de Diergeneeskunde en zijn boek moet korte verhalen uit zijn dierenartsenleven "Tussen Spitsmuis en Olifant, opmerkelijke verhalen van een bijzondere dierenarts" (uitgave eigen beheer).  
In 2013 neemt hij de dierenkliniek over in Dodewaard van dierenarts Atjo Westerhuis en verandert de naam in Klaver4dieren. Na verkoop van de kliniek aan de dierenartsenketen Vetpartners verlaat hij in 2024de kliniek in Dodewaard om verder te gaan als dierenarts in Dierenkliniek Utrechtse Heuvelrug in Rhenen om samen met dierenarts Jan Bos deze nieuwe kliniek vorm verder vorm te geven. Naast gezelschapsdieren worden in deze nieuwe kliniek vogels, reptielen, fretten behandeld en in de buitenpraktijk voor hobbyvarkens, alpaca's, kamelen, paarden, herten en andere erfdieren. 
Klaver is dierenarts-invaller Ouwehands Dierenpark in Rhenen van 2016-heden.  
In de weekenden en tijdens de vakantie van de vaste dierenarts is Klaver de dierenarts van deze dierentuin in Rhenen (prov. Utrecht) Daarnaast ook dierenarts van de dierenpark de Paay bij Deil en Taman Indonesia in Kallenkote bij Steenwijk.  
YouTube-kanaal "Peter Klaver Vertelt"  
Vanaf 2020 tot heden maakt dierenarts Klaver wekelijke een YouTube-film over zijn werk en dieren en dit verschijnt op zijn YouTube-kanaal "Peter Klaver Vertelt" en maakt met regelmaat podcasts.  